# Lübeck (F214)
Pour les articles homonymes, voir Lübeck (homonymie).
Le Lübeck est une frégate de la classe Bremen en service dans la Marine allemande de 1990 à 2022.

## Construction
Le Lübeck est mis sur cale en juin 1987 dans les chantiers de Nordseewerke d'Emden et lancé le 15 octobre 1987 par Rosemarie Knüppel, l'épouse du maire de Lübeck de l'époque, Robert Knüppel. Après ses essais, la frégate est mise en service le 19 mars 1990. Au cours de sa carrière ultérieure, il est basé à Wilhelmshaven dans le cadre du 4. Fregattengeschwader, formant une composante de l'Einsatzflottille 2.

## Historique
Après sa mise en service, le Lübeck participe à plusieurs déploiements internationaux. En 1994, 1995 et 1996, le navire est actif en mer Adriatique dans le cadre de l'opération Sharp Guard de l'OTAN, le blocus maritime de l'ex-Yougoslavie pendant les guerres de Yougoslavie. En 2003-2004, puis à nouveau en 2005-2006, le Lübeck est déployé en soutien à l'opération Enduring Freedom, une mission antiterroriste pendant la guerre d'Afghanistan. En novembre 2005, la frégate escorte le navire de croisière MS Deutschland à travers le golfe d'Aden dans le cadre d'une opération anti-piraterie. En juillet 2007, le Lübeck rejoint la composante maritime de la force intérimaire des Nations Unies au Liban. À partir du 21 août de l'année suivante, il fait partie du Standing NATO Maritime Group 1, effectuant des exercices de routine en mer Noire et assurant une présence de l'OTAN au large des côtes géorgiennes pendant la guerre russo-géorgienne aux côtés des frégates USS Taylor (américaine), Blas de Lezo (espagnole) et ORP Generał Kazimierz Pułaski (polonaise).
En 2007, le Lübeck visite le HMNB Devonport pour un exercice d'entraînement, au cours duquel il subit de légers dommages causés par un coup de feu tiré depuis son propre pont,. En 2009, le navire participe aux exercices UNITAS Gold. Au cours de ceux-ci, le Lübeck tire deux missiles antiaériens RIM-7 Sea Sparrow sur le navire cible, le destroyer désarmé USS Conolly. Entre 2009 et 2010, le Lübeck subit une refonte à Bremerhaven, avant de reprendre du service en 2011 au sein du Standing NATO Maritime Group 1, avec un détachement temporaire pour soutenir l'opération Unified Protector de l'OTAN pendant la guerre civile libyenne, avant de se déployer sous le commandement de l'OTAN pour l'opération Active Endeavour. Le Lübeck quitte Wilhelmshaven le 18 novembre 2011 pour un déploiement dans le cadre de l'opération Atalante, la mission anti-piraterie de l'UE au large de la Corne de l'Afrique. Le 17 janvier 2012, il répond à une attaque de pirates contre le MV Flintstone, repoussée par son détachement de sécurité. Le Lübeck poursuit le boutre utilisé comme vaisseau-mère, lui-même capturé par des pirates qui retenaient en otage ses membres d'équipage indiens. Le navire allemand fait feu et déploie son hélicoptère pour détruire les skiffs pirates transportés à bord du boutre. Les pirates sont ensuite transférés sur le MV Enrico Ievoli, un pétrolier italien. 15 otages sont secourus par le Lübeck.
Le Lübeck effectue des manœuvres avec la marine sud-africaine plus tard cette année-là, avant de retourner à Wilhelmshaven via l'Atlantique Sud, qu'il atteint le 20 avril 2012. Il passe l'année 2013 en carénage à Kiel, avant d’être redéployé pour l'opération Atalanta à l'automne 2014. Le 21 août 2017, le Lübeck appareille de Wilhelmshaven sous le commandement du Fregattenkapitän Matthias Schmitt pour remplacer la frégate Brandenburg dans le Standing NATO Maritime Group 2 en mer Égée. Le Lübeck rèleve celui-ci le premier week-end de septembre à Souda, en Crète.
De janvier à juin 2022, la frégate effectue son dernier déploiement en mer Égée, avant de rentrer à la base avant son retrait du service prévu. Le navire allemand est officiellement rayé des listes le 15 décembre 2022 après plus de 30 années de service.

## Associations
Le Lübeck a d'importantes associations avec son homonyme, la ville portuaire historique de Lübeck, et y a effectué plusieurs visites. La frégate était présente en 2001 pour le 600e anniversaire de la fondation de la Lübeck Schiffergesellschaft. Elle est de nouveau présente dans la ville allemande en mars 2010, où son équipage célébra le 20e anniversaire de sa mise en service avec une cérémonie de grâce à la Jakobikirche. Entre 1990 et 2010, le Lübeck a parcouru 570 000 milles marins, participé à 43 missions, manœuvres et exercices et visité 124 ports dans 38 pays.